# Diocesi di Cachoeiro de Itapemirim
La diocesi di Cachoeiro de Itapemirim (in latino: Dioecesis Cachoëirensis de Itapemirim) è una sede della Chiesa cattolica in Brasile suffraganea dell'arcidiocesi di Vitória. Nel 2021 contava 438.640 battezzati su 733.425 abitanti. È retta dall'arcivescovo (titolo personale) Luiz Fernando Lisboa, C.P.

## Territorio
La diocesi comprende 27 comuni nella parte meridionale dello stato brasiliano di Espírito Santo: Cachoeiro de Itapemirim, Alegre, Apiacá, Atílio Vivácqua, Bom Jesus do Norte, Castelo, Conceição do Castelo, Divino de São Lourenço, Dores do Rio Preto, Guaçuí, Ibatiba, Ibitirama, Iconha, Irupi, Itapemirim, Iúna, Jerônimo Monteiro, Marataízes, Mimoso do Sul, Muniz Freire, Muqui, Piúma, Presidente Kennedy, Rio Novo do Sul, São José do Calçado, Vargem Alta e Venda Nova do Imigrante.
Sede vescovile è la città di Cachoeiro de Itapemirim, dove si trova la cattedrale di San Pietro apostolo.
Il territorio si estende su 9.877 km² ed è suddiviso in 43 parrocchie, raggruppate in 8 regioni pastorali.

## Storia
La diocesi è stata eretta il 16 febbraio 1958 con la bolla Cum territorium di papa Pio XII, ricavandone il territorio dalla diocesi di Espírito Santo, che contestualmente è stata elevata al rango di arcidiocesi metropolitana con il nome di arcidiocesi di Vitória.

## Cronotassi dei vescovi
Si omettono i periodi di sede vacante non superiori ai 2 anni o non storicamente accertati.
- Luís Gonzaga Peluso † (25 luglio 1959 - 3 dicembre 1985 ritirato)
- Luiz Mancilha Vilela, SS.CC. † (3 dicembre 1985 - 3 dicembre 2002 nominato arcivescovo coadiutore di Vitória)
- Célio de Oliveira Goulart, O.F.M. † (9 luglio 2003 - 26 maggio 2010 nominato vescovo di São João del Rei)
- Dario Campos, O.F.M. (27 aprile 2011 - 7 novembre 2018 nominato arcivescovo di Vitória)
  - Sede vacante (2018-2021)
- Luiz Fernando Lisboa, C.P., dall'11 febbraio 2021

## Statistiche
La diocesi nel 2021 su una popolazione di 733.425 persone contava 438.640 battezzati, corrispondenti al 59,8% del totale.
| anno | popolazione | popolazione | popolazione | presbiteri | presbiteri | presbiteri | presbiteri                | diaconi | religiosi | religiosi | parrocchie |
| anno | battezzati  | totale      | %           | numero     | secolari   | regolari   | battezzati per presbitero | diaconi | uomini    | donne     | parrocchie |
| ---- | ----------- | ----------- | ----------- | ---------- | ---------- | ---------- | ------------------------- | ------- | --------- | --------- | ---------- |
| 1957 | ?           | 399.095     | ?           | 39         | 12         | 27         | ?                         |         |           |           | 19         |
| 1966 | 450.000     | 458.828     | 98,1        | 35         | 11         | 24         | 12.857                    |         | 11        | 64        | 18         |
| 1970 | 435.700     | 512.620     | 85,0        | 42         | 14         | 28         | 10.373                    |         | 47        | 51        | 18         |
| 1976 | 351.900     | 389.783     | 90,3        | 44         | 14         | 30         | 7.997                     |         | 32        | 52        | 21         |
| 1980 | 365.000     | 410.000     | 89,0        | 40         | 15         | 25         | 9.125                     |         | 27        | 37        | 21         |
| 1990 | 387.000     | 473.000     | 81,8        | 44         | 23         | 21         | 8.795                     | 16      | 26        | 58        | 26         |
| 1999 | 409.078     | 545.438     | 75,0        | 43         | 30         | 13         | 9.513                     | 21      | 14        | 42        | 43         |
| 2000 | 412.656     | 550.211     | 75,0        | 51         | 32         | 19         | 8.091                     | 21      | 20        | 52        | 38         |
| 2001 | 421.613     | 575.484     | 73,3        | 63         | 41         | 22         | 6.692                     | 20      | 24        | 47        | 36         |
| 2002 | 421.613     | 575.484     | 73,3        | 60         | 37         | 23         | 7.026                     | 20      | 25        | 47        | 38         |
| 2003 | 421.613     | 575.484     | 73,3        | 59         | 37         | 22         | 7.145                     | 32      | 24        | 47        | 38         |
| 2004 | 367.165     | 611.943     | 60,0        | 58         | 35         | 23         | 6.330                     | 33      | 26        | 42        | 38         |
| 2006 | 376.000     | 628.000     | 59,9        | 53         | 35         | 18         | 7.094                     | 37      | 22        | 36        | 38         |
| 2012 | 408.000     | 682.000     | 59,8        | 67         | 49         | 18         | 6.089                     | 43      | 19        | 55        | 42         |
| 2013 | 411.000     | 687.000     | 59,8        | 74         | 54         | 20         | 5.554                     | 46      | 23        | 40        | 47         |
| 2016 | 421.600     | 705.000     | 59,8        | 72         | 51         | 21         | 5.855                     | 56      | 22        | 42        | 42         |
| 2019 | 431.785     | 721.940     | 59,8        | 78         | 56         | 22         | 5.535                     | 69      | 22        | 42        | 43         |
| 2021 | 438.640     | 733.425     | 59,8        | 71         | 54         | 17         | 6.178                     | 68      | 17        | 24        | 43         |